# فوجیوارا نو سانه‌کو
فوجیوارا نو سانه‌کو ((به ژاپنی: 藤原（洞院）佶子 Fujiwara no Saneko)؛ ۱۲۴۵ – ۲ سپتامبر ۱۲۷۲) کوگو اهل ژاپن بود.